# Евдем (диадох)
Евдем (на старогръцки: Εὔδημος, Eudemos, Eudamos; † 316 г. пр. Хр.) е военачалник на Александър Велики и диадох.
Евдем участва в Азиатския поход на Александър като командир (taxiarchos) на отряд от тракийски войни. Той е оставен през 326 г. пр. Хр. с неговите траки в северноиндийската провинция като офицер на сатрапа Филип, който през същата година е убит от бунтуващи наемни войници, след което Евдем е назначен на неговото място. Александър нарежда той да управлява територията заедно с локалния индийски цар Таксил.
Таксил и Пор получават от Вавилонската подялба след смъртта на Александър 323 г. пр. Хр. своите царства обратно.
На конференцията в Трипарадис 320 г. пр. Хр. този ред е приет. Евдем остава военен командир в този регион.
За Таксил няма оттогава съобщения. Евдем участва вероятно през 317 г. пр. Хр. в убийството на Пор и си присвоява от неговата войска 120 военни слона. Вероятно той изгонва също и Питон от неговата южноиндийска сатрапия, с което става единственият владетел на Инд. С неговите военни слона, 300 пехотинци и 500 конници той се присъединява към войската на Евмен от Кардия за боевете против Антигон Монофталм. В битката при Параитакена той командва лявото крило на Евмен. В битката при Габиена 316 г. пр. Хр. Евдем е пленен от Антигон и екзекутиран.
Индийските сатрапии не се дават след това. Следващите години Долината на Инд е под управлението на Маурия империята.